# Дробот, Мария Владимировна
Мария Владимировна Дробот (род. 21 марта 1982, Ростов-на-Дону, РСФСР, СССР) — российский партийный и государственный деятель, комсорг, секретарь ЦК КПРФ (2017). Избрана депутатом Государственной думы VIII созыва (2021).
Из-за поддержки российско-украинской войны — под санкциями 27 стран ЕС, Великобритании, США, Канады, Швейцарии, Австралии, Японии, Украины, Новой Зеландии.

## Биография
Родилась 21 марта 1982 года в городе Ростове-на-Дону. В 1999 году окончила гимназию 36.
В школьные годы занималась спортивными бальными танцами и училась в музыкальной школе по классу фортепиано.
В 2005 году окончила исторический факультет Ростовского государственного университета, присуждена степень «магистр истории».
В 2011 году окончила юридический факультет Ростовского филиала Российского государственного торгово-экономического университета, защитив диплом на тему: «Выборы в органы законодательной (представительной) власти в субъектах Российской Федерации: проблемы законодательства и практики».
С 2007 года — член Ленинского комсомола (ЛКСМ), с 2008 года — член КПРФ.
В 2007—2021 годах помощник депутата Государственной Думы Федерального Собрания Российской Федерации.
В 2008—2018 годах первый секретарь Ростовского областного комитета Ленинского комсомола (ЛКСМ РФ). Член Бюро ЦК ЛКСМ РФ, комсорг по ЮФО.
В 2009 году заместитель директора по персоналу ООО «Управление механизации строительства».
В 2015—2017 годах заведующий сектором отдела ЦК КПРФ по организационно-партийной и кадровой работе.
С 2017 года секретарь ЦК КПРФ, заведующий отделом ЦК КПРФ по работе с женскими и детскими общественными организациями. Федеральный куратор общественно-просветительских проектов: «Знамя нашей Победы», «Земля талантов».
В 2021 году на выборах в Государственную думу Мария Дробот избрана депутатом ГД восьмого созыва, по партийному списку КПРФ (региональная группа Пермского края).
С 23 февраля 2022 года находится под санкциями всех стран Европейского союза. С 11 марта 2022 года находится под санкциями Великобритании. С 24 марта 2022 года находится под санкциями Соединенных Штатов Америки за «соучастие в войне Путина» и «поддержку усилий Кремля по вторжению в Украину». С 24 февраля 2022 года находится под санкциями Канады. С 25 февраля 2022 года находится под санкциями Швейцарии. С 26 февраля 2022 года находится под санкциями Австралии. С 12 апреля 2022 года находится под санкциями Японии. Указом президента Украины Владимира Зеленского от 7 сентября 2022 находится под санкциями Украины. С 3 мая 2022 года находится под санкциями Новой Зеландии